# Торґільс Кнутсон
Торґільс Кнутсон (*Torgils Knutsson д/н —1306) — рікетдротс, голова ріксроду (державної ради) регент і фактичний правитель Швеції у 1290—1304 роках.

## Життєпис
Походив зі старовинного шляхетського роду Вестергеталанду, що мав родинні зв'язки з королівською династією Фолькунгів (його мати була зведеною сестрою Біргера Ярла). Про місце і дату народження немає відомостей. Вперше згадується у 1282 році. У 1288 році стає лицарем (посвятив король Магнус III) і членом Державної ради (ріксроду).
У 1290 році після смерті короля Маґнуса III обирається регентом при малолітньому королі Біргері I. У 1291 році землі в Карелії були атаковано військами Новгородської республіки. У відповідь Торґільс Кнутсон очолив Третій шведський похід проти Новгороду. Спочатку повернуто захоплені новгородцями землі. У 1293 році було підкорено велику частину Карелії з Кексгольмом, встановлено кордон з Новгородською республікою по річці Неві й засновано місто Виборг. У 1295 році розпочав перемовини з Любеком та королівством Данія щодо допомоги у хрестовому поході.
У 1300 році заснував Нотебург на Ладозькому озері та фортецю Ланскрону (на місці злиття Неви і Охти), яку зруйновано новгородцями у 1301 році. Наступного року за наказом Кнутсона на цьому місці влаштовано фортецю Нієншанц.
Водночас Торґільс Кнутсон спрямував сили на посилення центрального уряду. Для цього впровадив закон Уппланда, за яким духовенство звільнялося від пільг. Це викликало значне невдоволення католицької церкви. У 1298 році склав повноваження регента, натомість став маршалом.
У 1299—1300 на чолі з Кнутсоном відбувся похід на Новгород, проте йому не вдалося захопити це місто. Після цього він відступив до карельських володінь Швеції. Остаточно похід завершено у 1303 році.
У 1302 році відбулася коронація Біргера I. Тоді ж підтверджено статус Торґільса Кнутсона як голови державної ради. Водночас він поріднився з Фолькунгами: його донька вийшла заміж за герцога Вальдемара (брата короля). Зберігши вплив на справи королівства, Кнутсон насамперед намагався поліпшити економічне становище королівства. Для цього у 1303 році було укладено договір з Любеком, яким відновлювалися торговельні відносини, натомість купці Ганзи не повинні були допомагати зброєю Новгородській республіці.
У 1304 році підтримав короля Біргера I проти своїх братів Еріка і Вальдемара Магнусон, очоливши разом з королем похід на Нючепінг. Того ж року в замку Аранас, що належав Торґільсу Кнутсону, було підписано угоду братів з королем, за яким перші зобов'язалися не виступати проти Біргера I. Втім Ерік і Вальдемар втекли до Норвегії, звідси вдерлися до Вестергеталанду. Проти них виступив Кнутсон, який у замку Колсетер змусив Еріка та Вальдемара Магнусона у 1305 році погодитися на мир.
Разом з тим Торґільс Кнутсон, відчуваючи послаблення своїх позицій, уклав скасував закони проти обмеження прав шведської духівництва. Втім, брати налаштували короля проти маршала, якого в грудні 1305 року заарештовано в замку Лена. Потім відправлено до Стокгольма, де в лютому 1306 року було страчено. Поховано у францисканській церкві Стокгольма.

## Родина
1. Дружина (ім'я невідоме)
Діти:
- Христина, дружина Вальдемара Магнусона, герцога Фінляндії

2. Дружина — Бригіта (прізвище невідоме)
Діти:
- Маргарет, дружина Кнута Фолькесона

3. Дружина — Гедвіг, донька графа Отто III Равенсберга